# Шилов, Александр Максович
Алекса́ндр Ма́ксович Ши́лов (род. 6 октября 1943, Москва, СССР) — советский и российский художник-живописец, график, портретист. Герой Труда Российской Федерации (2023). Народный художник СССР (1985). Лауреат премии Ленинского комсомола (1977).

## Биография

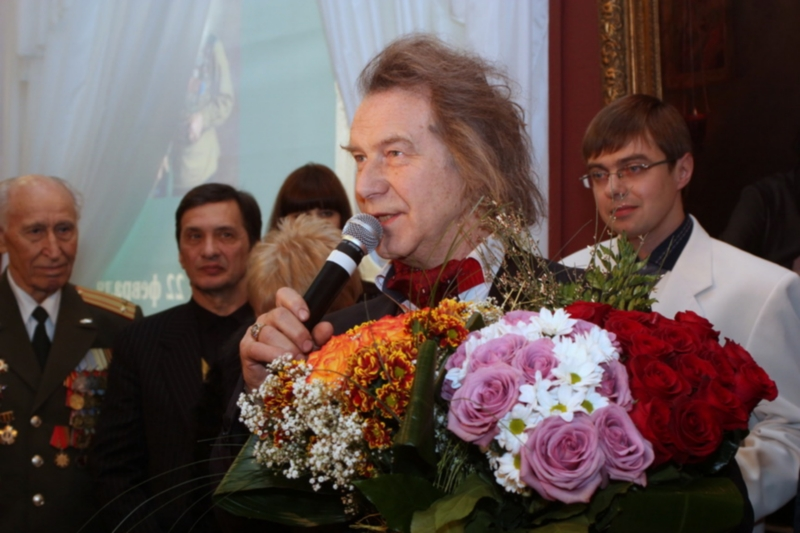
Александр Шилов в Волгограде

Родился 6 октября 1943 года в Москве. 
В 1957—1962 годах учился в изостудии Дома пионеров Тимирязевского района Москвы, которой руководил Василий Александрович Воронин. В юности был знаком с художником А. И. Лактионовым и испытал влияние его манеры живописи. Лактионов А.И. познакомил молодого художника со своим другом со студенческой скамьи, художником Щербаковым Б.В., который сыграл значимую роль в творчестве Шилова.
В 15 лет потерял отца, был вынужден пойти в школу рабочей молодежи, подрабатывал.
В 1968—1973 годах обучался в Московском художественном институте им. В. И. Сурикова. Руководитель творческой мастерской: Г. Г. Королева. Участвовал в выставках молодых художников. Дипломной работой были 4 портрета космонавтов (А. В. Шаталов и другие) — результат работы в Звёздном городке. 
В 1974—1975 годах занимался архитекторской деятельностью в Вильнюсе, ЛССР. 
С 1997 года — член-корреспондент (с 2001 — действительный член) РАХ. Член Президиума РАХ (с 2012). Член Союза художников СССР с 1976 года.

### Политическая позиция
- В 1999—2002 годах — член Совета при Президенте РФ по культуре и искусству.
- С 26 июля 2010 года — почётный член Патриаршего совета по культуре[3].
- В 2011—2013 годах — член Общественного совета при Министерстве внутренних дел РФ.
- С 2012 года — член Общественного совета при Федеральной службе безопасности Российской Федерации[4][5][6]
- В феврале 2012 года вошёл в список доверенных лиц кандидата в президенты РФ В. В. Путина.
- Почётный член общественного совета по культуре при Патриархе Московском и всея Руси Кирилле (2010)
- В 2014 году подписал Коллективное обращение деятелей культуры Российской Федерации в поддержку политики президента РФ В. В. Путина по Украине и в Крыму[7].
- В 2018 году был доверенным лицом кандидата в мэры Москвы Сергея Собянина[8].
- В марте 2022 года подписал обращение в поддержку военного вторжения России на Украину (2022)[9].

## Галерея Александра Шилова
В 1997 году в Москве в центре города, в непосредственной близости от Кремля, в Знаменском переулке, дом 5-7, была открыта персональная галерея Шилова.

Галерея А. Шилова расположена в старинном особняке XIX века. Архитектором Евграфом Дмитриевичем Тюриным было возведено это здание.
К 1996 году Александр Шилов принимает решение, повлиявшее на всю его последующую жизнь. Мастер передает коллекцию своих лучших произведений родному городу и стране. 355 работ художник подарил в 1996 году.
В 1985 году Александру Шилову присвоено звание Народного художника СССР. В этом же году мастер написал картину, которая стала эмблемой галереи. Она называется «Автопортрет с дочерью Машей».
Государственная Третьяковская галерея - музей, в который художника привела мама, произвел первое сильное впечатление на А. Шилова. 
Будучи по своей природе портретистом, Александр Шилов большое место отводит и написанию лирико-философских натюрмортов. К примеру, фрагмент картины «Бог искусств» 2015 года изображает древнегреческого бога Аполлона – символ художественного вдохновения.

### Семья
- 1-я жена — Светлана Гениевна Фоломеева (род. 1951)
  - Сын — Шилов, Александр Александрович (род. 1974), художник-пейзажист
- 2-я жена (1977—1997) — Анна Юрьевна Ялпах (по первому мужу — Данилина) (род. 1942); дочь от первого брака — Элина (род. 1964) 
  - Дочь — Мария (1979—1996), умерла от саркомы
- От Юлии Михайловны Волченковой (род. 1971)
  - Дочь — Екатерина (род. 1997)

## Награды и звания

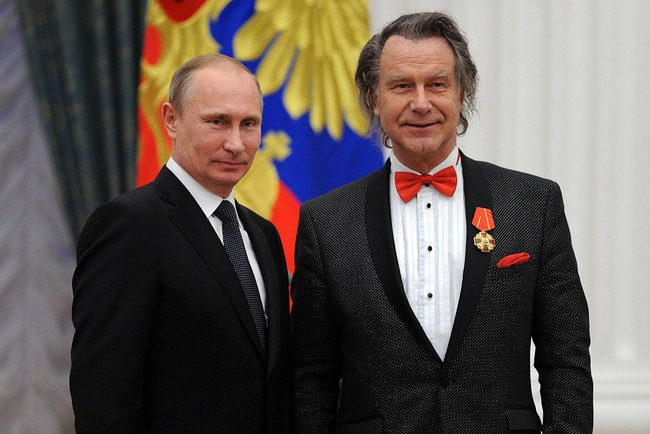
Награждение Орденом Александра Невского. Москва. Кремль. 29 октября 2012 года

### Государственные награды Российской Федерации
- Герой Труда Российской Федерации (2023) — за особые заслуги в развитии отечественной культуры, искусства и многолетнюю плодотворную работу[10]
- Заслуженный художник РСФСР (1980)
- Народный художник РСФСР (1981)
- Народный художник СССР (1985)
- Премия Ленинского комсомола (1977) — за серию портретов советских космонавтов
- Орден «За заслуги перед Отечеством» III степени (2004) — за большой вклад в развитие отечественной художественной культуры[11]
- Орден «За заслуги перед Отечеством» IV степени (1997) — за заслуги перед государством и за большой личный вклад в развитие изобразительного искусства[12]
- Орден Александра Невского (2013) — за большой вклад в развитие отечественной культуры и искусства, телевидения, многолетнюю творческую деятельность[13]
- Орден Почёта (2010) — за заслуги в развитии отечественной культуры и искусства, многолетнюю плодотворную деятельность[14]
- Медаль «В память 850-летия Москвы» (1997)

### Иностранные награды
- Орден Франциска Скорины (2003, Белоруссия) — за большой личный вклад в укрепление дружбы и сотрудничества между народами Беларуси и России, развитие белорусско-российских культурных связей[15]

### Ведомственные награды России
- Медаль «За взаимодействие» (СВР) (2008)
- Премия ФСБ России (2009) в номинации «Изобразительное искусство» — за цикл портретных работ сотрудников органов безопасности
- Премия ФСБ России (2017) в номинации «Изобразительное искусство» — за цикл портретных работ сотрудников органов безопасности
- Премия Службы внешней разведки Российской Федерации (2012) — за создание портретов выдающихся разведчиков
- Почётная грамота Государственной Думы РФ (2002)
- Почётная грамота Правительства Москвы (2002) — за заслуги в развитии отечественного изобразительного искусства и активную общественную деятельность[16]
- Почётный деятель искусств города Москвы (2008) — за большой вклад в развитие культуры и искусства, многолетнюю творческую деятельность[17]

### Общественные награды
- Национальная премия «Имперская культура» имени Эдуарда Володина (2010)[18]
- Орден Петра Великого (2003)
- Орден Святого Александра Невского «За труды и Отечество» I степени (2005)
- Нагрудный знак «Лауреат премии им. Н. А. Островского» (2005)
- Орден «За профессиональную и деловую репутацию» II степени (2006)
- Орден «Михайло Ломоносов» (2006)
- Знак Академии проблем безопасности, обороны и правопорядка (2006)
- Диплом Академика Академии проблем безопасности, обороны и правопорядка (2006)
- Диплом Профессора Академии проблем безопасности, обороны и правопорядка (2006)
- Знак отличия «За заслуги перед Москвой» (2006)
- Общероссийская общественная премия «Национальное величие» и орден «Золотая звезда России» (2007)
- Медаль «Патриот Отечества» (2008)
- Орден Святого Князя Александра Невского I Степени (2008)
- Орден «За верность традициям» I степени (2008)
- Орден «Гордость России» (2010) — за большой личный вклад в развитие реалистического искусства
- Медаль за заслуги в обеспечении национальной безопасности (2013)
- Орден «Преподобного Андрея иконописца» I степени (2023)[19]
- Орден «Преподобного Андрея иконописца» II степени (2013)
- Золотая медаль Союза художников России (2013)
- Золотая медаль РАХ (2010)
- Орден «За служение искусству» РАХ (2013)
- Действительный член Академии социальных наук РФ (1997)
- Почётный профессор Российской государственной специализированной академии искусств (2014)

## Критика
Шилова называют одним из выразителей «лужковского стиля» в изобразительном искусстве, ассоциирующегося с безвкусием и пошлостью, «паразитирующего на ниве культуры». Искусствовед, президент Государственного музея изобразительных искусств им. А. С. Пушкина Ирина Антонова называла Шилова «очень тяжёлым случаем», отмечая при этом, что для пояснения своей позиции ей необходимо поставить рядом с картинами Шилова картины Репина или Серова.
Шилов подвергся критике за то, что в 2002 году ради постройки его прижизненной галереи на улице Волхонка были снесены два здания, являвшиеся историческими памятниками XIX века.